# ピエトロ・マルティーレ・ダンギエーラ
ピエトロ・マルティーレ・ダンギエーラ（ラテン語：Petrus Martyr Anglerius、イタリア語：Pietro Martire d'Anghiera、1457年2月2日 - 1526年10月）はイタリア出身の歴史家。ペドロ・マルティル・デ・アングレリーア（スペイン語：Pedro Mártir de Anglería）とも呼ばれ、スペインのカトリック両王とその後継者に仕えた。インディアス枢機会議の一員にして、インディアスの歴史を記録し、さまざまな教会の役職を歴任したうえ、エジプトへの外交使節としても働いた。主にアメリカ大陸の発見に関する著作で知られる。

## 生涯
マッジョーレ湖のほとりにあるアンギエーラの出身。その名前からアングレリア伯爵の係累と思われることがあるが、これは誤りである。
ルネサンス期の人文主義者である彼は、ローマで教育を受けた。1487年、教皇インノケンティウス8世の大使としてローマを訪れたテンディーリャ伯イーニゴ・ロペス・デ・メンドーサ・イ・キニョーネスは彼の才能と知識を称賛し、子供たちの指導者として雇うことに決め、カスティーリャ王冠領に連れ戻った。マルティーレはロペスのナスル朝グラナダ王国に対する遠征に同行し、アンダルシアのカスティーリャ軍を率いるアデランタード・マヨールに任命され、1492年1月2日に征服が完了するとすぐにカトリック両王の宮廷に引き入れられた。サンタ・フェの軍事基地で、マルティーレはクリストファー・コロンブスと友情を育んだ。コロンブスは当時、自らの計画に対する王室の後援を得ようとしていた。軍事的および文化的功績への褒美として、両王は1492 年に彼をグラナダ大聖堂の参事およびコンティノに任命したが、彼が望んでいた高貴な称号は与えなかった。1501年、イサベル1世の専属司祭に任命される。
以降は移動宮廷に身を置き、宮廷騎士団長として教職に就いた。同1501年、カトリック両王のためエジプトに大使館を設立する。その理由は、スペインがグラナダのムスリムを迫害していることにエジプトのスルターンが激怒して、聖地のキリスト教徒相手に報復するか、場合によっては戦争を仕掛けると脅したためだった。マルティーレはなんとかスルターンをなだめることができ、帰国後にグラナダの首席司祭の地位を与えられた。この旅の成果は『バビロニア使節』という書物にまとめられた。
1504年にイサベル女王が亡くなると、彼女の専属司祭だったマルティーレは埋葬のため遺体をグラナダまで護送した。その後、カスティーリャの新女王フアナの専属司祭に任命され、女王の父であるアラゴン王フェルナンド2世の顧問を務めた。この立場から彼は、フェルナンド2世と女王の夫であるフェリペ公爵との間の紛争を解決しようとしたが、成功しなかった。激動の年となった1506年も、マルティーレはフェリペの宮廷に残っていた。フェリペが死去し、1507年夏にフェルナンドが摂政としてカスティーリャに戻った後も、マルティーレは引き続きカスティーリャの宮廷に仕えたが、フェルナンドを支持しなかったため影響力は衰えた。
1516年1月23日にフェルナンドがマドリガレホで没すると、運命は一変した。マルティーレは、神聖ローマ帝国のカール皇太子が祖父フェルナンドを看取るためにフランドルから大使として遣わしたユトレヒトのアドリアンと友情を結んだ。ユトレヒトの枢機卿は、摂政シスネロス枢機卿にとって事実上の対抗勢力であったため、この友情は重要であったと考えられる。カール皇太子が新王「カルロス1世」としてスペインに到着すると、マルティーレは信頼できる顧問として迎え入れられた。マルティーレは、皇帝の叙任を受けるためドイツへ向かったカルロス1世に、カスティーリャで起きている反乱について警告し、また、命の危険を冒して貴族と平民の間を調停しようとした。この行動に対する褒美として、カルロス1世は彼を王室史官に任命し、また後にはジャマイカ司教の地位を与えた。
マルティーレは、西インド諸島統治に関連する役職を歴任した。
- 1518年、インディアス理事会の顧問に任命。
- 1524年、インディアス枢機会議の一員に任命。

1526年10月の30日か31日に、グラナダで没した。彼は遺言で大聖堂に埋葬されるよう手配していたが、当時まだ大聖堂は完成していなかったので、近隣のサンフランシスコ教会に埋葬された可能性がある。その遺体の現在の所在は不明である。
教え子の中には、コロンブスの息子ディエゴとエルナンドや、人文主義者マクシミリアヌス・トランシルヴァヌスがいる。

## 新世界十巻の書

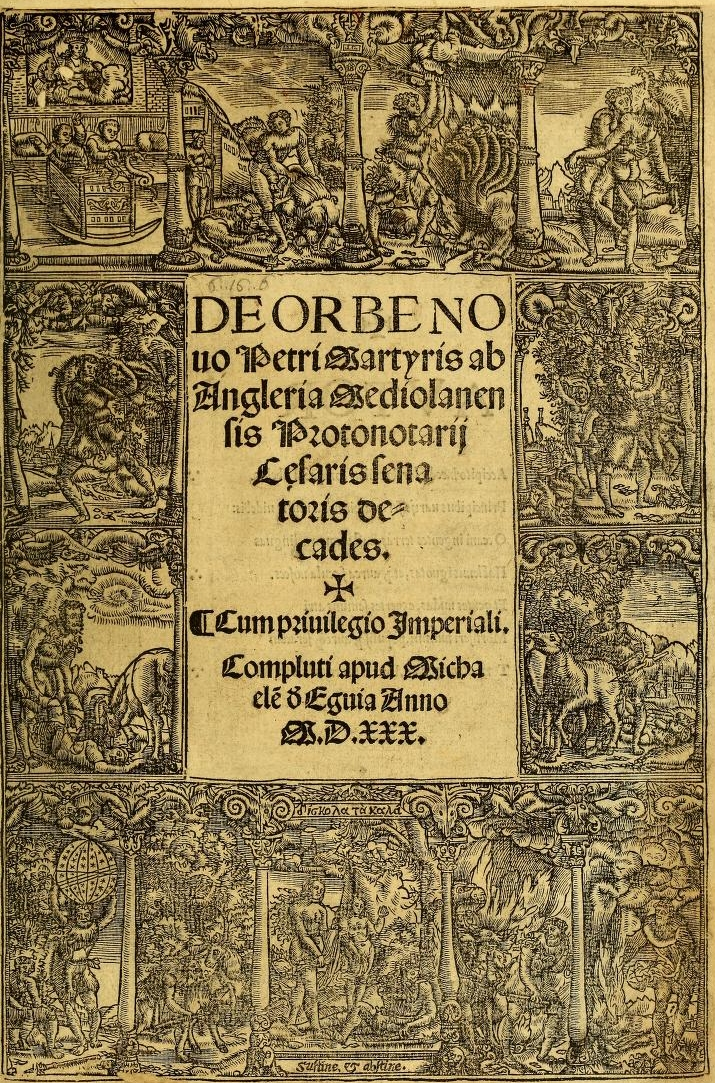
『新世界十巻の書』表紙

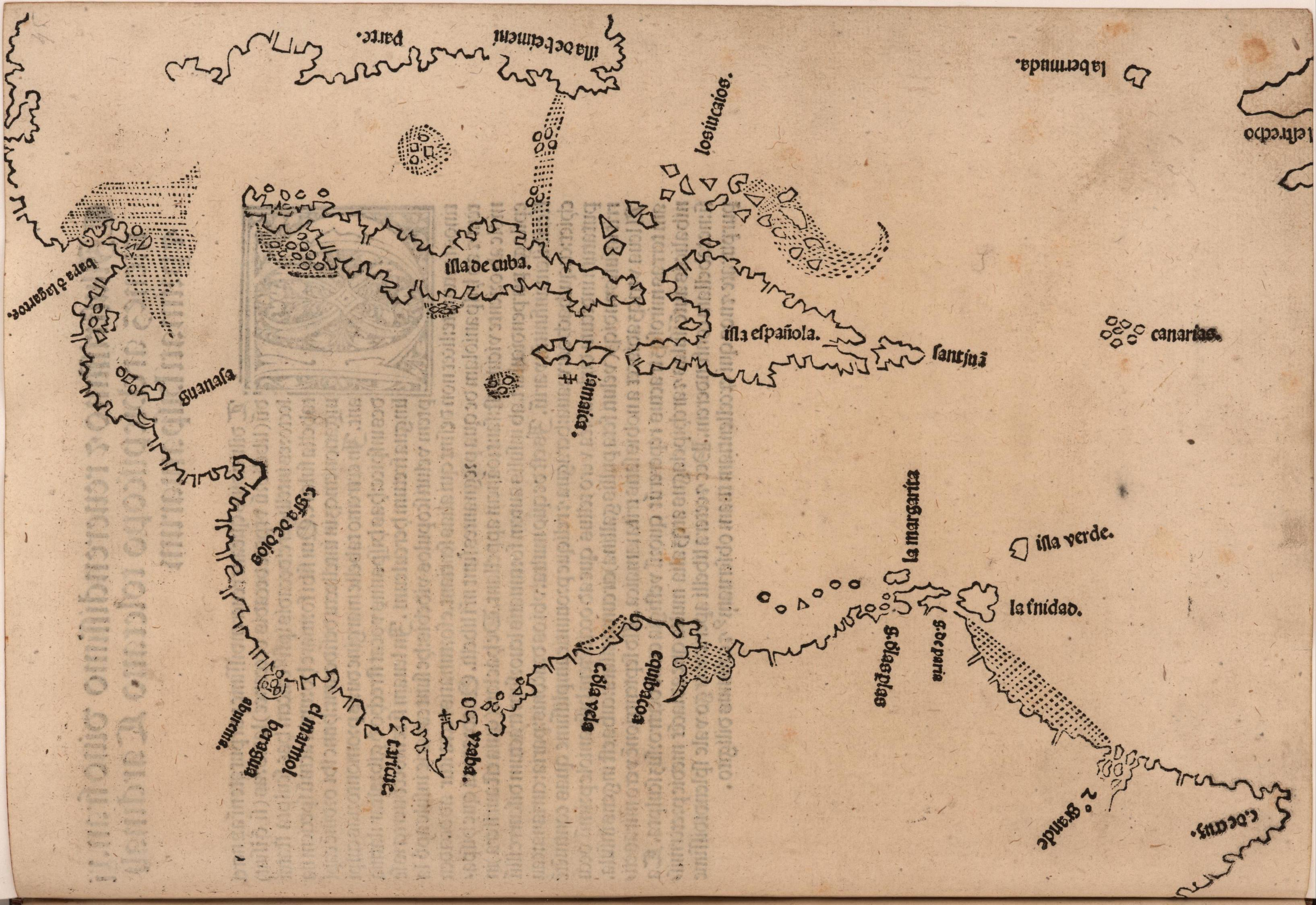
1511年の "P. Martyris Angli Mediolanensis Opera : Legatio Babylonica ; Occeani decas ; Poemata ; Epigrammata" に収録された、アメリカ大陸の最初の印刷地図

マルティーレはラテン語で『バビロニア使節』(Legatio Babylonica)、『書簡集』(Opus epistolarum)、そしてスペイン史学とアメリカ史学に多大な貢献を果たした『新世界十巻の書』(De Orbe Novo Decades) を執筆した。彼の死後は、その役職を引き継いだカスティーリャの歴史学者アントニオ・デ・ゲバラが、収集された膨大な量の文書の管理を行った。
『新世界十巻の書』は、1494年から1525年までの30年以上にわたって執筆された書簡体の作品である。文章は古代ローマの歴史書に倣って、10年ごとに区切られている。作品全体は全8巻で構成され、それぞれが10の章に分けられている。
各章は、教皇、枢機卿、一部の貴族など、マルティーレと関係があった当時の重要人物に捧げられている。マルティーレの著作は、航海士やコンキスタドールへのインタビューで得た情報に基づいて書かれた。メキシコの征服について触れた第4 - 5巻は、エルナン・コルテスに関する手紙を参考にしているため、「彼らが語るところでは」という表現を強調している。
執筆にあたってのインスピレーションの起源は「クリストファー・コロンブスが最初の航海から戻り、この大事業によってピエトロ・マルティーレの内に初めて興味が呼び起されたとき」にまでさかのぼる。

### 全8巻の刊行年と捧呈相手
第1巻（1493年 - 1510年）
第1章、1493年11月13日、アスカニオ・スフォルツァに捧呈。
第2章、1494年4月29日、アスカニオ・スフォルツァに捧呈。
第3章、1500年、ルイージ・ダラゴーナに捧呈。
第4 - 9章、1501年、ルイージ・ダラゴーナに捧呈。
第10章、1510年、イニゴ・ロペス・デ・メンドーサに捧呈。
この第1巻は1511年、マルティーレの他の著作と一緒に、著者の許可を得ないままセビリアで出版された。
第2巻（1514年）
教皇レオ10世に捧呈。
第10章、1514年12月4日。
第3巻（1514年 - 1516年）
教皇レオ10世に捧呈。
第1 - 4章、1514年。
第5 - 6章、1515年。
第7 - 9章、1515年 - 1516年。
第10章、1516年。
最初の3巻は、1516年11月5日にアルカラ・デ・エナーレスで初出版された。
第4巻（1520年）
当初はレオ10世に捧げられたが、1521年に教皇が死去したため、同年にバーゼルで刊行された第4巻の初版は、神聖ローマ皇帝マクシミリアン1世の娘マルグリットに捧げられた。
第5巻（1521年 - 1523年）
マルティーレがこの第5巻を捧げる予定だったレオ10世が死去したため、教皇ハドリアヌス6世に捧げられた。しかし1523年にハドリアヌスも死去したので、コゼンツァの大司教を通じて教皇クレメンス7世に贈られることとなった。
第6巻（1524年）
コゼンツァの大司教を通じて教皇クレメンス7世に捧呈。
第7巻（1524年）
ミラノ公フランチェスコ2世・スフォルツァに捧呈。マルティーレはこの巻を「公爵様の巻」と呼んでいた。
第8巻（1524年 - 1525年）
教皇クレメンス7世に捧呈。
第9章は1525年11月19日に刊行された。
第5巻から第8巻は1530年まで未出版であり、その後、前半4巻とともにミゲル・デ・エギアによってアルカラ・デ・エナーレスで出版された。

## その他の著作
マルティーレは、枢機卿のアスカニオ・スフォルツァ、ベルナルディーノ・デ・カルバハル、ロドリーゴ・ボルジアや、人文主義者のポンポニオ・レトなど、有力者たちに宛てて書いた多数の手紙の写しを保管していた。そのうちいくつかは、マルティーレの死後となる1530年、『書簡集』の題名でアルカラ・デ・エナーレスにて出版された。
また、マルティーレは多くの詩も書いており、例えば1493年には、直近にローマ教皇として選出されたロドリーゴ・ボルジアに宛てて "Supra casum Hispani regis" と題する詩を贈っている。1520年、マルティーレの詩集は、"Poemata in quibus supreme laudes Catholicorum Regum continentur" の題名でバレンシアにて出版された。